# Vicia articulata
Vicia articulata — вид квіткових рослин з родини бобових (Fabaceae). Ареал охоплює такі країни: Австрія, Боснія і Герцеговина, Болгарія, Хорватія, Чехія, Єгипет, Естонія, Франція (зокрема, Корсика), Німеччина (зокрема, Крит, Східні Егейські острови), Ірак, Італія (зокрема, Сицилія, Сардинія), Литва, Чорногорія, Північна Македонія, Польща, Португалія, Румунія, Сербія, Словаччина, Словенія, Іспанія (зокрема, Канарські острови), Туреччина, Україна.

## Середовище
Висота проживання: 50–800 метрів. Зустрічається в лісах, кам'янистих схилах, луках та макі в Середземноморському регіоні. Згідно з оцінкою Європейського Червоного списку для цього виду, його культивують як кормову рослину в Туреччині, але природні дикі популяції також можуть випасатися дикими та одомашненими видами на узліссях лісів. Загрози для цього виду залишаються невідомими.